# Italo Siciliano
Italo Siciliano (1895-1980) fue un filólogo, crítico literario y francesista italiano, especializado en los cantares de gesta.
Ejerció en el extranjero como profesor de lengua y literatura italiana en las universidades de Grenoble, Budapest y Varsovia. En 1936, Siciliano se trasladó a la Universidad Ca' Foscari de Venecia, donde enseñó lengua y literatura francesa hasta 1965, y donde también fue rector entre 1953 y 1971. Recibió diversas condecoraciones, entre otras, la Legión de Honor francesa, y la medalla de la Orden al Mérito de la República Italiana.
Como experto en épica románica y cantares de gesta, Siciliano desde posturas individualistas sobre su origen, hizo concesiones a un cierto eclecticismo.

## Obra selecta
- Les chansons de geste et l'épopée (1981)
- Saggi di letteratura francese (1977)
- Mésaventures posthumes de maître Françoys Villon (1973)
- François Villon et les thèmes poétiques du Moyen-âge (1967)
- Les Origines des chansons de geste, théories et discussions, traduit de l'italien par P. [Pierre] Antonetti (1951)
- Le origini delle canzoni di gesta (1940)
- François Villon et les thèmes poétiques du moyen âge (1934)
- Chrétien de Troyes e il romanzo cortese... (1932)
- Il Testamento di Francesco Villon (l'unitá e la data di composizione)... (1930)
- Dal romanticismo al simbolismo : Théodore de Banville, poeta, commediografo, prosatore (1823-1891) (1927)